# Declaración de Leipzig
La Declaración de Leipzig sobre el Cambio Climático Global es una declaración realizada en 1995, la cual busca refutar de que existe un consenso científico sobre el tema del cambio climático global. Fue emitida y renovada en 1997 y revisada nuevamente en 2005, diciendo haber sido firmada por 80 científicos y 25 meteorólogos de la televisión, mientras que la adición de 33 firmas estaba pendiente de verificación si esos 33 científicos adicionales aún estaban de acuerdo con la declaración.
Todas las versiones de la declaración, la cual se opone a la hipótesis del calentamiento global y el Protocolo de Kioto, fueron redactadas por Fred Singer del Science and Environmental Policy Project (SEPP).
La primera declaración fue basada en una conferencia realizada en noviembre de 1995 en Leipzig, Alemania y organizada por elmut Metzner. La segunda declaración fue también basada en una subsiguiente conferencia en Bonn, Alemania llevada a cabo entre el 10 y el 11 de noviembre de 1997. Las conferencias fueron co-patrocinadas por el SEPP y la Academia Europea para Asuntos Medioambientales y titulada Simposio Internacional sobre la Controversia de los Gases Invernadero.

## Versiones

### La declaración de 1995
La declaración de 1995 dice: "Hoy en día no existe un consenso científico generalizado sobre la importancia del calentamiento por el efecto invernadero proveniente de un alza en los niveles de dióxido carbónico. Al contrario, la mayoría de los científicos hoy en día aceptan el hecho que las observaciones satelitales mismas no muestra un calentamiento del clima en lo absoluto". Esta última frase era relativamente certera en ese entonces, pero con una mayor cantidad de datos y corrección de errores, todos los análisis de medición de temperatura por satélite hoy en día muestran un calentamiento estadísticamente significativo.
La declaración también criticó a la Convención Marco de las Naciones Unidas sobre el Cambio Climático, diciendo: "La energía es esencial para todo desarrollo económico, y el combustible fósil hoy día provee la principal fuente de energía a nivel global. En un mundo en el que la pobreza es mayor poluyente social, cualquier restricción sobre el uso de la energía que inhiba el desarrollo económico debería ser observada con precaución. Por esta razón, consideramos que 'carbono e impuestos' y otras políticas de protocolo drásticas... son mal informadas, prematuras, cargadas con peligros para la economía, y probablemente resulten ser contraproducentes".

## Textos originales
Declaración de 1995:
- «The Leipzig Declaration On Global Climate Change» (en inglés). SEPP. Archivado desde el original el 6 de diciembre de 1998.

Declaración de 1997:
- «The Leipzig Declaration On Global Climate Change» (en inglés). SEPP. Archivado desde el original el 29 de octubre de 2006.

Declaración de 2005 (revisada):
- «The Leipzig Declaration on Global Climate Change (2005, revised)» (en inglés). SEPP. Archivado desde el original el 27 de agosto de 2006.